# Teuta
Teuta (en grec antic: Τεύτα, Teuta) va ser reina d'Il·líria i segona esposa del rei Agró.
A la mort del seu marit l'any 231 aC, va assumir el poder com a regent de Pinnes, fill del primer matrimoni d'Agró. Encoratjada pels recents èxits militars dels il·liris, va autoritzar o tolerar les accions dels pirates, que assolaven la mar Adriàtica, mentre la seva flota atacava la costa de l'Epir i, d'altra banda, el príncep (després rei) Escerdiledes (germà petit d'Agró), amb 5.000 homes, envaïa el país per terra i ocupava la rica ciutat de Fènice. Una invasió dels dàrdans va obligar la reina a cridar les forces que lluitaven a l'Epir.
Molts dels vaixells mercants atacats pels pirates il·liris eren italians o romans, i és per això que el senat romà va enviar dos ambaixadors a la reina: Gai i Luci Coruncani. Van demanar explicacions i compensacions, però el comportament altiu dels dos emissaris va ofendre la reina, qui els va expulsar del regne. Més tard, un dels dos, el més jove, va ser assassinat de tornada a Roma, segons diuen Polibi, Dió Cassi i Joan Zonaràs.
Aquesta violació de la llei internacional va provocar la declaració de guerra romana, que va enviar un exèrcit sota el comandament dels cònsols Luci Postumi Albí i Gneu Fulvi Centumal.
Mentrestant, Teuta estava ocupada en el setge de Lissa, a la primavera del 229 aC, on havia enviat el seu amant, el grec Demetri de Faros, per ocupar Corcira. Demetri aconseguí el seu objectiu, i a més va assetjar Epidamne. Tanmateix, quan la flota romana va arribar-hi, Demetri va lliurar Corcira sense lluita i va col·laborar amb els dos cònsols en les operacions militars.
La campanya va ser ràpida i en poques setmanes gran part d'Il·líria era en mans dels romans. Teuta es va refugiar a la fortalesa de Rízon i, d'allí, demanà la pau, que finalment li va ser concedida a la primavera del 228 aC, a condició d'entregar una part dels seus dominis, i prohibir als seus súbdits l'accés a l'empori comercial de Lissos i més enllà. El territori que va conservar sembla que era força reduït; la major part del regne la va obtenir el seu fillastre Pinnes sota la regència de Demetri de Faros; una altra zona va quedar en mans d'Escerdiledes, però sense títol reial.
No torna a aparèixer i es pensa que Teuta, probablement, va abdicar a favor de Pinnes al cap de molt poc temps, el mateix any 228 aC.